# Przestrzeń antydyskretna
Przestrzeń antydyskretna – niepusta przestrzeń topologiczna wyposażona w topologię nazywaną antydyskretną bądź trywialną, tzn. zawierającą wyłącznie dwa podzbiory: zbiór pusty i całą przestrzeń.
Topologia trywialna zawiera najmniejszą możliwą liczbę zbiorów otwartych wymaganą przez definicję przestrzeni topologicznej: za jej przeciwieństwo można uważać przestrzeń dyskretną, w której dowolny zbiór jest otwarty.
Przestrzeń antydyskretną można sobie wyobrażać, jako przestrzeń w której wszystkie punkty zostały ze sobą „zlepione”, przez co niemożliwe jest ich wyróżnienie za pomocą środków topologicznych; jest to przestrzeń pseudometryczna, w której odległość między dowolnymi dwoma punktami jest zerowa.

## Własności
Przestrzeń antydyskretna:
- zawierająca co najmniej dwa różne punkty nie jest przestrzenią T0, nie spełnia wtedy także wyższych aksjomatów T; w szczególności nie jest wtedy Hausdorffa (T2), co oznacza, że topologia na niej określona nie jest porządkowa, ani metryzowalna,
- jest regularna, całkowicie regularna, normalna i całkowicie normalna; wszystkie w sposób trywialny, ponieważ jedynymi domkniętymi zbiorami są zbiór pusty i cała przestrzeń,
- jest zwarta, jest zatem parazwarta, Lindelöfa i lokalnie zwarta.
- jest łukowo spójna, zatem spójna,
- spełnia drugi aksjomat przeliczalności, zatem spełnia także pierwszy, jest więc ośrodkowa oraz Lindelöfa,
- jest przestrzenią Baire'a.

Każde przekształcenie dowolnej przestrzeni topologicznej w przestrzeń antydyskretną jest ciągłe. Wszystkie podprzestrzenie oraz przestrzenie ilorazowe przestrzeni antydyskretnej mają topologię antydyskretną. Dowolny iloczyn kartezjański przestrzeni antydyskretnych, wyposażony tak w topologię produktową jak i przedziałową, jest przestrzenią antydyskretną. 
Wnętrze dowolnego zbioru poza całą przestrzenią jest puste, domknięciem dowolnego niepustego zbioru przestrzeni jest cała przestrzeń; innymi słowy dowolny niepusty podzbiór przestrzeni jest gęsty – jest to własność charakteryzująca przestrzenie antydyskretne.
Dwie przestrzenie antydyskretne są homeomorficzne wtedy i tylko wtedy, gdy są równoliczne.